# Carlo Conseglio
Carlo Conseglio (zwischen 1656 und 1696) war ein schweizerischer Stuckateur der Barockzeit, der in Österreich tätig war.

## Leben
Carlo Conseglio wurde 1636 in Arogno, Kanton Tessin (CH) geboren. Er war häufig an Bauprojekten der Brüder Pietro Delai und Andrea Delai, die vorwiegend auf Stuckateure aus der Lombardei zurückgriffen, beteiligt. Von 1682 bis 1685 ist er in Bozen nachgewiesen.

## Werke
- Fassade des Palais Abensberg-Traun, Herrengasse, Wien (1656, 1855 abgerissen)
- Schloss Windhaag (1661/62, 1681 abgerissen)
- Stuckierung der Sakristei der Wallfahrtskirche Maria Taferl (1664)
- Stuckaturen, Korridor im Südtrakt, Kloster Neustift (1680)
- Blattwerk-Stuckaturen und Putten, Gnadenkapelle, Kloster Neustift (1695)
- Stuckaturen im Gewölbe, Heiliggrabkirche, Bozen (1695/96)